# Hippotès fils de Mimas
Pour les articles homonymes, voir Hippotès.
Dans la mythologie grecque, Hippotès (en grec ancien Ἱππότης), fils de Mimas, passe pour le père d'Éole, gardien des Vents, même si le père du dieu, selon certaines autres traditions, est Poséidon.

## Père d'Éole et époux de Mélanippe
Hippotès apparaît pour la première fois comme le père d'Éole chez Homère, au chant X de l'Odyssée, lorsqu'Ulysse aborde l'île qui est son domaine : « Nous gagnons Éolie, où le fils d'Hippotès, cher aux dieux immortels, Éole, a sa demeure. C'est une île qui flotte : une côte de bronze, infrangible muraille, l'encercle tout entière ; une roche polie en pointe vers le ciel. » Éole est parfois appelé Ἱπποτάδης / Hippotádês.
Cette filiation est ensuite reprise par de nombreux auteurs.
Diodore de Sicile donne le nom de la mère d'Éole : Mélanippe ou Mélanhippe (Cheval noir). Il précise aussi que Mimas, le père d'Hippotès, est le fils d'Aiolos (un autre Éole], lui-même fils d'Hellen, qui est le héros éponyme des Hellènes, c'est-à-dire des Grecs.